# Tom Hanks
Thomas Jeffrey ”Tom” Hanks, född 9 juli 1956 i Concord i Kalifornien, är en amerikansk skådespelare och filmregissör. Han är en av världens mest igenkända och populäraste skådespelare och anses vara en amerikansk kulturikon. Han började sin karriär i komedier och fick sitt stora genombrott i Big (1988). Han gick sedan över till mer dramatiska roller och skulle med de två filmerna Philadelphia (1993) och Forrest Gump (1994) belönas med en Oscar i kategorin Bästa manliga huvudroll två år i rad, vilket endast han och Spencer Tracy lyckats med.

## Biografi

### Uppväxt
Tom Hanks föddes i Concord i Kalifornien som son till sjukhusadministratören Janet Marylyn (född Frager) och den kringresande kocken Amos 'Bud' Hanks. Hans mor är av portugisisk härkomst och föddes egentligen med efternamnet  Fraga. Genom sin fars brittiska härkomst är han en avlägsen släkting till Abraham Lincoln och barnprogramledaren Fred Rogers, som han senare skulle porträttera. Hans föräldrar skilde sig 1960 och de tre äldsta syskonen Sandra, Larry och Tom flyttade med sin far. Den yngsta brodern Jim stannade med modern i Red Bluff i Kalifornien. I sin barndom flyttade Hanks familj ofta och hade haft tio olika boenden under hans första tio år.
I skolan var Hanks inte populär och har beskrivit sig själv som en blyg tönt. Men han sågs också som en snäll och ganska ansvarsfull elev. Hanks började med teater i gymnasiet i Oakland. Hanks skulle fortsätta läsa teater på Chabot College i Heyward. Han skulle efter två år förflyttas till California State University i Sacramento. När han studerade teater träffade han Vincent Dowling som var chef för Great Lakes Theater Festival i Cleveland. Han blev då värvad av Dowling till att bli praktikant på festivalen. Praktiken skulle leda till en treårig upplevelse där han fick lära sig om allt på en teater som ljus, ljud, produktiondesign och management. Det ledde till att Hanks hoppade av skolan. Han skulle 1978 också vinna Cleveland Critics Circle Award för Bästa skådespelare för sin roll som Proteus i en uppsättning av Två ungherrar i Verona. En av få gånger då Hanks spelat en skurk.

### Tidiga roller
Hanks flyttade till New York 1979 där han gjorde sin filmdebut i Han vet att du är ensam (1980). Han gjorde även även en off-Broadway roll som huvudrollen i en uppsättning av Niccolò Machiavellis The Mandrake (1979). Han skulle sedan tillsammans med Peter Scolari ha en av huvudrollerna i komediserien Bosom Buddies (1980). De båda hade träffats året innan då de varit tävlande i TV-programmet Make Me Laugh. Hanks flyttade till Los Angeles inför rollen som varade i två säsonger. Tittarsiffrorna var aldrig särskilt höga för serien men skulle få bra recensioner. Hanks skulle få sin första huvudroll i TV-filmen Mazes and Monsters (1982).
Hanks hade en gästroll i i TV-serien Gänget och jag (1982) där han spelade en missnöjd gammal klasskamrat till Fonzie. På inspelningen träffade han de båda manusförfattarna Lowell Ganz och Babaloo Mandel som vid tillfället höll på att skriva manuset till filmen Splash (1984). Filmens regissör Ron Howard hade haft en av huvudrollerna i Gänget och jag fram till 1980 och det var Ganz och Mandel som föreslog Hanks för honom. Howard hade för avsikt att ge Hanks rollen som huvudkaraktärens bror, en roll som i slutändan gick till John Candy istället. Hanks fick till slut huvudrollen och filmen blev en överraskande succé och spelade in 69 miljoner dollar på sin 11 miljoners dollar budget. Samma år skulle han även medverka i sexkomedin Svensexan som också blev en oväntad succé.
Hanks medverkade sedan i ett gäng mindre uppmärksammade filmer som En kille i rött (1985), Nå'ra frivilliga (1985), Hem dyra hem (1986) och Kärleks ljuva längtan (1986). Med dramakomedin Ingenting gemensamt (1986) tog Hanks ett litet steg ifrån komedier och drogs åt det mer dramatiska. "Den förändrade min angelägenhet om att medverka i filmer" sade Hanks om rollen. Han medverkade sedan i komedin Dragnet (1987) bredvid Dan Aykroyd. Filmens mindre framgång etablerade nu Hanks som en stabil skådespelare inom branschen.

### Genombrott
Hanks genombrott skulle komma efter den stora succén med komedin Big (1988). Filmens regissör Penny Marshall ville första ha Robert De Niro i huvudrollen, men filmbolaget vägrade och valde Hanks istället. För sin insats skulle Hanks få sin första oscarsnominering. Filmen följdes upp samma år med komedin Punchline som blev en mindre framgång. Även nästkommande film Turner och Hooch (1989) skulle bli en kommersiell framgång. 

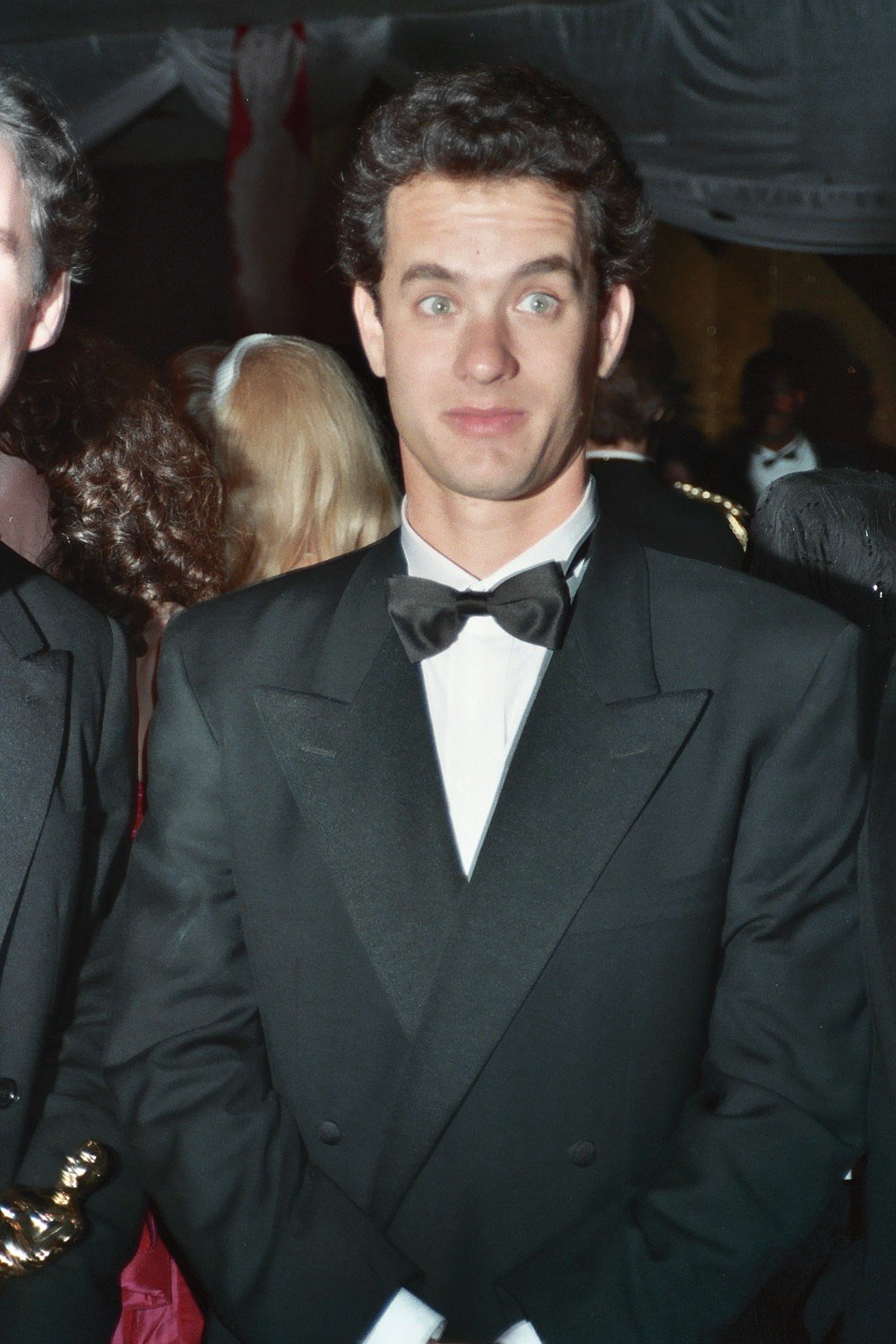
Tom Hanks på Oscarsgalan 1989.

Hanks medverkade sedan i ett gäng filmer som underpresterade på biograferna som En djävul till granne (1989), Joe och vulkanen (1990) och Fåfängans fyrverkeri (1990) innan han fick rollen som tränare i Tjejligan (1992). I filmen återförenades han med regissören Penny Marshall och syntes bredvid Geena Davis och Madonna. Filmen skulle bli kritikerrosad, särskilt för rollbesättningens insatser. Den blev också en finansiell framgång.
Hanks har på senare år sagt att hans skådespelande i sina tidiga roller inte var särskilt bra men att han i sin "moderna era" av filmskapande blev bättre. Denna moderna era började 1993 med den romantiska komedin Sömnlös i Seattle. Hanks och hans medspelerska Meg Ryan skulle bli kritikerrosade för sin kemi. Filmen blev också en enorm framgång på biografer trots att den hade förutspåtts gå dåligt då både Jurassic Park (1993) och Dennis (1993) hade premiär samtidigt. Filmen blev en klassiker bland romantiska komedier och fortsatte gå på reguljär TV i flera år, både i USA och flera andra länder.
Hanks spelade sen rollen som den AIDS-sjuka advokaten Andrew Beckett som stämmer sin egen advokatfirma för diskriminering i Philadephia (1993). Han gick ner 16 kg och tunnade av sitt hår för att se sjuk ut för rollen. Filmen spelades också in i kronologisk ordning, vilket är ovanligt, just för att insjuknandet skulle bli tydligare och mer realistiskt. Filmen kom att bli banbrytande för att vara en av de första stora Hollywoodproduktionerna som skildrade ämnet AIDS och homofobi. Men också att porträttera homosexuella i ett positivt ljus. Hanks skulle bli hyllad för sin insats och han vann sin första Oscar för Bästa manliga huvudroll.

### Etablerad skådespelare

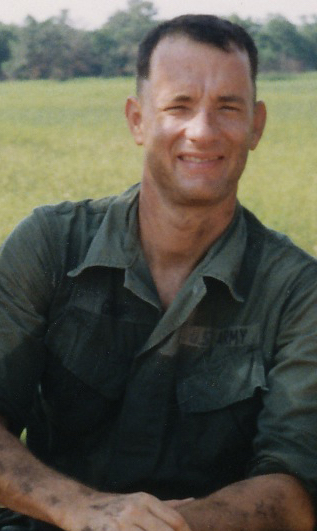
Tom Hanks på inspelningen av Forrest Gump (1994).

Hanks följde upp rollen i Philadelphia med filmen Forrest Gump (1994) regisserad av Robert Zemeckis. Hanks spelade titelkaraktären som en sydstatsman med ett IQ på 75 som råkar finna sig mitt i flera av de största händelserna i USA:s historia. Filmen blev en stor succé och skulle spela in över 600 miljoner dollar. "När jag läste manuset för Gump, såg jag den som en av de där stora hoppfulla filmerna som publiken kan känna lite hopp för deras lott och position i livet... som jag hade fått från filmer hundra miljoner gånger när jag var barn. Och som jag fortfarande får." sade Hanks om filmen. John Travolta var först erbjuden rollen men tackade nej, ett misstag han ångrat sedan dess. Hanks vann sin andra Oscar för Bästa manliga huvudroll för sin insats. Det gjorde honom till den andra skådespelaren någonsin som vunnit två Oscar två år i rad. Enbart Spencer Tracy har lyckats med det 1937 och 1938 för sina filmer Havets hjältar och Han som tänkte med hjärtat. Hanks och Tracy var dessutom i samma ålder, 37 år när de vann den första Oscarn och 38 år när de vann den andra.
Hanks återförenades med regissören Ron Howard i det biografiska dramat Apollo 13 (1995) där han porträtterade astronauten Jim Lovell. Filmen blev kritikerrosad, likaså ensemblen som bestod av Kevin Bacon, Bill Paxton, Gary Sinise, Ed Harris och Kathleen Quinlan. Hanks gjorde samma år rösten till leksaken Woody i Toy Story. Filmen var den första animerade filmen helt gjord med datorer, samt den första filmen från det då nyskapade filmbolaget Pixar. Den kom att bli mycket väl mottagen av kritiker och innehar ett ovanligt 100% positiva recensioner på Rotten Tomatoes. Hanks gjorde sin regidebut med filmen That Thing You Do! (1996). Han skrev även manus och spelade musikproducenten Mr. White. Filmen spelade knappt in sina inspelningskostnader men fick ett bra mottagande från kritiker. Hanks och producenten för filmen, Gary Goetzman skapade 1998 produktionsbolaget Playtone, som fick sitt namn efter det fiktiva skivbolaget i filmen.
Hanks skulle producera, medförfatta och medregissera HBO-serien Från jorden till månen (1998). Serien i 12 delar gick igenom hela rymdprogrammets historia och var med sina 68 miljoner dollar den dyraste TV-serien som skapats vid tidpunkten. Serien blev nominerad till 17 Emmy Awards och vann 3. Hanks skulle sedan medverka i Steven Spielbergs krigsfilm Rädda menige Ryan (1998). Filmen fick ett gott bemötande från kritiker och även för sin historiska korrekthet. Hanks skulle också bli Oscarsnominerad för en fjärde gång. Hanks återförenades samma år med Meg Ryan i den romantiska komedin Du har mail som blev en finansiell framgång. Han skulle också reprisera sin röstroll som Woody i Toy Story 2 (1999) som även den blev kritikerrosad och en ekonomisk framgång. Många kritiker tyckte till och med den överträffade föregångaren. Hanks medverkade samma år i Den gröna milen som baserades på romanen med samma namn av Stephen King. Filmen fick ett bra mottagande men blev kritiserad för sin längd och tempo.

### Fortsatta ekonomiska framgångar, men även sågningar
Hanks inledde det nya millenniet med att återförenas med regissören Robert Zemeckis för filmen Cast Away (2000) där han spelar en strandsatt arbetare för Fedex. Kritikern Roger Ebert skrev i The Chicago Sun-Times: "Hanks bevisar än en gång vilken effektiv skådespelare han är, han anstränger sig aldrig för innehåll, alltid övertygande även i en osannolik situation som denna och vinner våra sympatier med sina ögon och sitt kroppsspråk när där inte är någon annan på skärmen." Hanks skulle bli nominerad för sin femte Oscars i kategorin Bästa manliga huvudroll. På Golden Globes skulle han vinna i samma kategori. Han skulle återförenas med Steven Spielberg med HBO-serien Band of Brothers (2001) där han var både producent och medregissör. Serien var med sina 125 miljoner dollar den dyraste TV-serien som producerats. Serien skulle överträffa deras senaste krigsfilm Rädda menige Ryan på samtliga plan.
Hanks fortsatte sitt arbete med Spielberg även i den biografiska filmen Catch Me If You Can (2002) som baserades på bedragaren Frank Abagnale, Jr. liv och spelades av Leonardo DiCaprio. Han syntes samma år i kriminaldramat Road to Perdition regisserad av Sam Mendes. Båda filmerna fick ett gott mottagande. Vid 45 års ålder blev Hanks den yngsta mottagaren av American Film Institute's Life Achievement Award 2002. Han skulle medverka i bröderna Coens nyinspelning The Ladykillers (2004) som blev den första mediokert mottagna filmen på länge för Hanks. Filmen anses också vara en av bröderna Coens svagaste. Han återförenades med Spielberg i The Terminal (2004) som trots blandad kritik blev en ekonomisk framgång. Han återförenades även med regissören Robert Zemeckis för den animerade Polarexpressen (2004), en animerad julfilm där Hanks spelar flera roller genom motion capture. Även den filmen skulle få ett mediokert mottagande av kritiker men blev en ekonomisk succé.

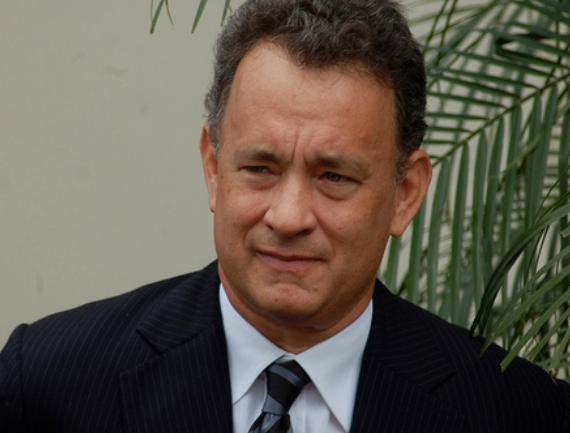
Tom Hanks 2009.

Hanks återförenades med Ron Howard i Da Vinci-koden (2006) som baserades på den bästsäljande romanen med samma namn av Dan Brown där han spelade filmens huvudroll Robert Langdon. Filmen blev sågad av kritiker och skulle bli hånad av publiken på filmfestivalen i Cannes på dess premiär. Den skulle ändå bli en finansiell framgång och bli det årets femte mest inkomstbringande film. Hanks porträtterade politikern Charles Nesbitt Wilson i Charlie Wilson's War (2007). Filmen fick ett gott mottagande bland kritiker men spelade knappt in sina produktionskostnader. Hanks blev nominerad för en Golden Globe för sin insats. I filmen The Great Buck Howard (2009) spelade Hanks mot sin son Colin Hanks. Hanks repriserade sin roll som Robert Langdon i Änglar och demoner (2009). Den blev något bättre mottagen av kritiker än föregångaren och även om den blev en finansiell framgång kom den inte upp i första filmens inkomst.

### Broadwaydebut och mer regi
Hanks repriserade sin roll som Woody i Toy Story 3 (2010) som blev den då mest inkomstbringande animerade filmen någonsin. Det var också det årets mest inkomstbringande film och drog in mer än en miljard dollar. Samma år producerade han HBO-serien The Pacific som var en fristående fortsättning på Band of Brothers (2001). Han skulle sedan regissera, producera, skriva manus och spela titelrollen i den romantiska komedin Det är aldrig för sent Larry Crowne (2011) tillsammans med Julia Roberts. Filmen blev sågad av kritiker. Roger Ebert skrev: "En bra premiss och färgstarka biroller, men den saknar ett skäl att existera." Samma år medverkade han också bredvid Sandra Bullock, Max von Sydow, Viola Davis och John Goodman i dramat Extremt högt och otroligt nära. Filmen fick inte ett bra mottagande av kritiker och skulle knappt spela in sin produktionskostnad. Den skulle bli nominerad till Bästa film på Oscarsgalan 2012 vilket skapade kontroverser och filmen skulle kallas för den värsta Bästa Film-nomineringen någonsin.
Hanks skulle spela flera roller i science fiction filmen Cloud Atlas (2012) som baserades på romanen med samma namn av David Mitchell. Filmen fick ett blandat mottagande och spelade inte in sin produktionskostnad. Hanks var stolt över sin medverkan och har påstått att det är den enda av sina egna filmer han har tittat på fler än två gånger. År 2013 porträtterade Hanks två verkliga personer i två olika filmer som båda blev kritikerrosade. I Captain Phillips porträtterade han kaptenen Richard Phillips vars båt blir kapad av somaliska pirater. För rollen blev han nominerad till en BAFTA och en Golden Globe. I Saving Mr. Banks porträtterade han Walt Disney. Samma år gjorde han sin Broadwaydebut i pjäsen Lucky Guy för vilken han blev nominerad till en Tony Award.

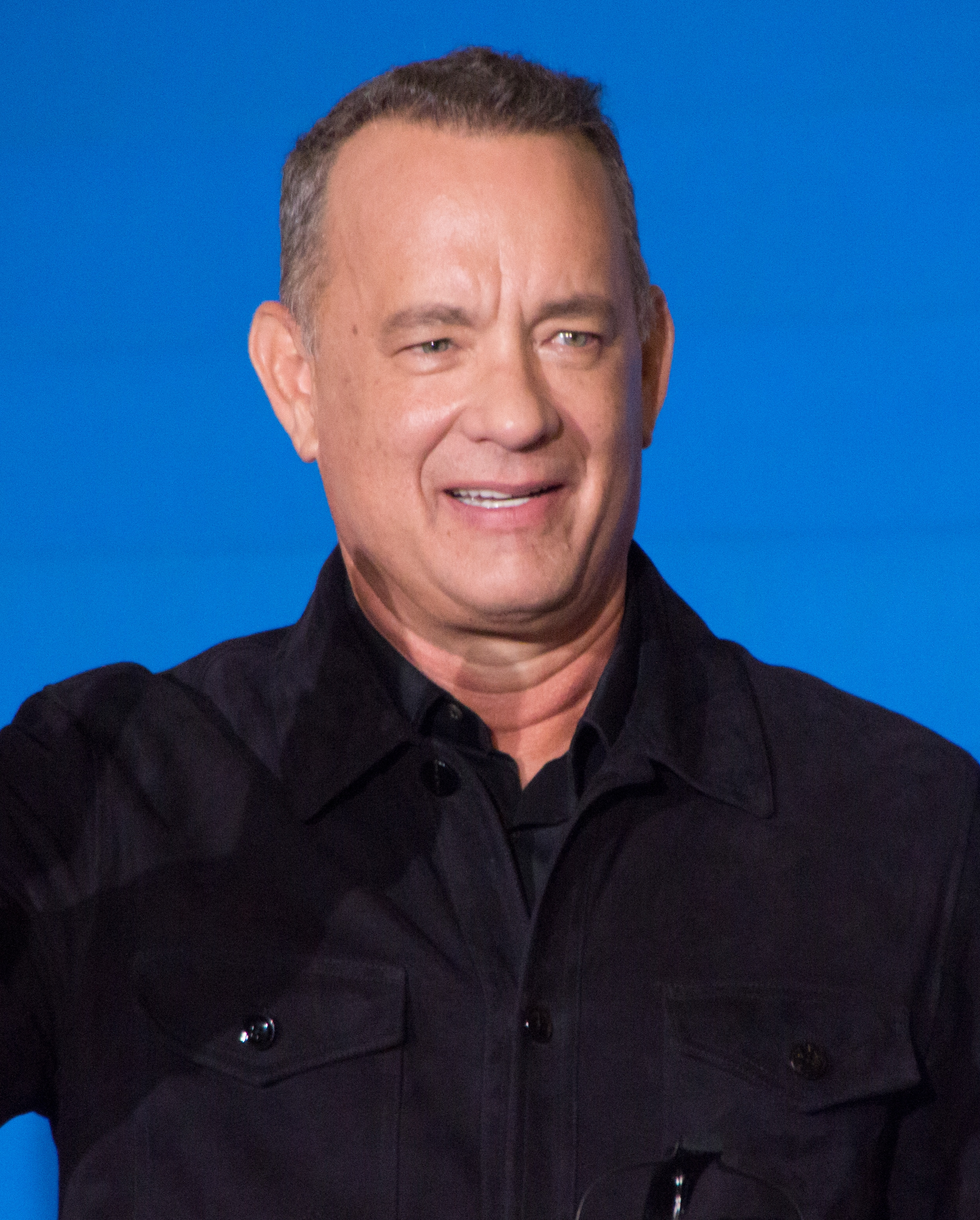
Tom Hanks på den japanska premiären av Sully 2016.

Hanks återförenades med Steven Spielberg i den biografiska Spionernas Bro (2015) då han porträtterade advokaten James B. Donovan. Filmen blev kritikerrosad och en kommersiell framgång även om det var Mark Rylance som skulle "stjäla rampljuset" och vinna en Oscar för sin insats. Samma år medverkade han i Carly Rae Jepsens musikvideo till låten "I Really Like You" där han läpp synkroniserar texten under en dag i hans liv. I sin nästa film Kungens hologram (2016) skulle Hanks sjunga på riktigt över Talking Heads låten "Once In A Lifetime" vilket också är en av hans favoritlåtar. Han porträtterade sedan piloten Chesley Sullenberger i den Clint Eastwood regisserade Sully (2016). Filmen handlade om US Airways Flight 1549 som fick nödlanda på Hudsonfloden 2009. Filmen fick ett bra mottagande men skulle förbjudas för att visas på flygplan av de flesta flygbolagen. Hanks repriserade sin roll som Robert Langdon i den tredje och sista delen Inferno (2016). Filmen blev brutalt sågad av kritiker men skulle spela in mer än 220 miljoner dollar. Filmen förväntades att hamna på topplistor men skulle istället bli regissören Ron Howards fjärde flopp i rad. Även Hanks nästa film The Circle (2017), där han spelade mot Emma Watson, skulle bli brutalt sågad. Han återförenads med både Meryl Streep och Steven Spielberg i den biografiska The Post (2017) där särskilt regin och skådespelandet skulle få hyllningar.

### Oscarsnominerad igen efter 20 år
Hanks repriserade sin röstroll som Woody i Toy Story 4 (2019). Filmen skulle precis som föregångarna bli kritikerrosade men denna blev filmseriens mest inkomstbringande och vann också en Oscar för bästa animerade långfilm. Hanks porträtterade sedan barnprogramledare Fred Rogers i den biografiska A Beautiful Day in the Neighborhood (2019) som blev unisont hyllad. Hanks blev särskilt hyllad för sin skådespelarinsats. Hanks skulle bli nominerad till en Oscar för första gången sedan Cast Away (2000), dessutom för första gången som Bästa manliga biroll (alla hans andra nomineringar har varit för huvudroll). Han blev nominerad i samma kategori på flera galor däribland Golden Globes, BAFTA och Critics' Choice. I mars 2020 blev Hanks smittad av Coronaviruset men i april skulle han vara värd för Saturday Night Live ifrån sitt hem. Det var det första avsnittet efter att programmet tagit en paus på grund av covid-19-pandemins restriktioner. Det var också det första avsnittet i programmets 45-åriga historia där inget sändes live utan alla sketcher var inspelade från ensemblens hem.

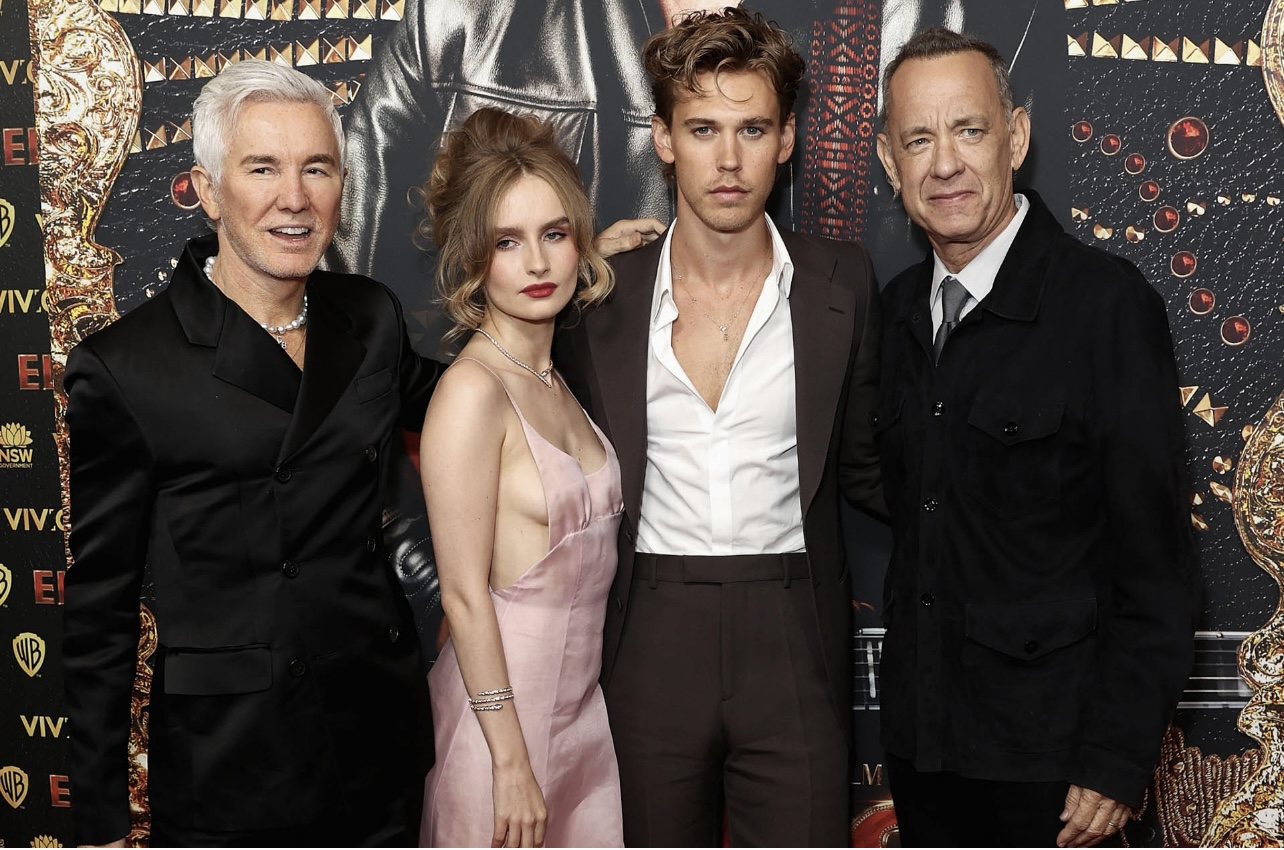
Baz Luhrmann, Olivia Dejonge, Austin Butler och Tom Hanks på premiären av Elvis 2022.

Krigsfilmen Greyhound (2020) skulle också drabbas av covid-19-pandemin genom att inte få visas på biograferna. Istället köpte streamingtjänsten Apple TV+ rättigheterna. Han skulle samma år medverka i Netflix produktionen News of the World. Filmen fick ett gott mottagande men kritiker menade att hela filmen byggde på Hanks närvaro. Nättidningen The A.V. Club skrev: "I slutändan så lever och dör News of the World på sin ikoniska huvudrolls närvaro, till råga på allt Hanks." Precis som Greyhound (2020) blev även science fiction filmen Finch (2021) utan visningar på biografer på grund av covid-19-pandemin och Apple TV+ köpte även rättigheterna till den. Filmen skulle få ett bra mottagande från kritiker där särskilt Hanks hyllades. Hanks insjuknande i Coronaviruset gjorde även hans nästa film Elvis (2022) försenad. Han porträtterade Elvis Presleys manager Överste Tom Parker och även om filmen fick ett relativt bra mottagande skulle Hanks rolltolkning hånas och kallas för hans värsta roll i karriären. Han både nominerades och vann i två kategorier av Golden Raspberry Awards för sämsta skådespelare och värsta filmkombination tillsammans med hans latexmas och fåniga dialekt.

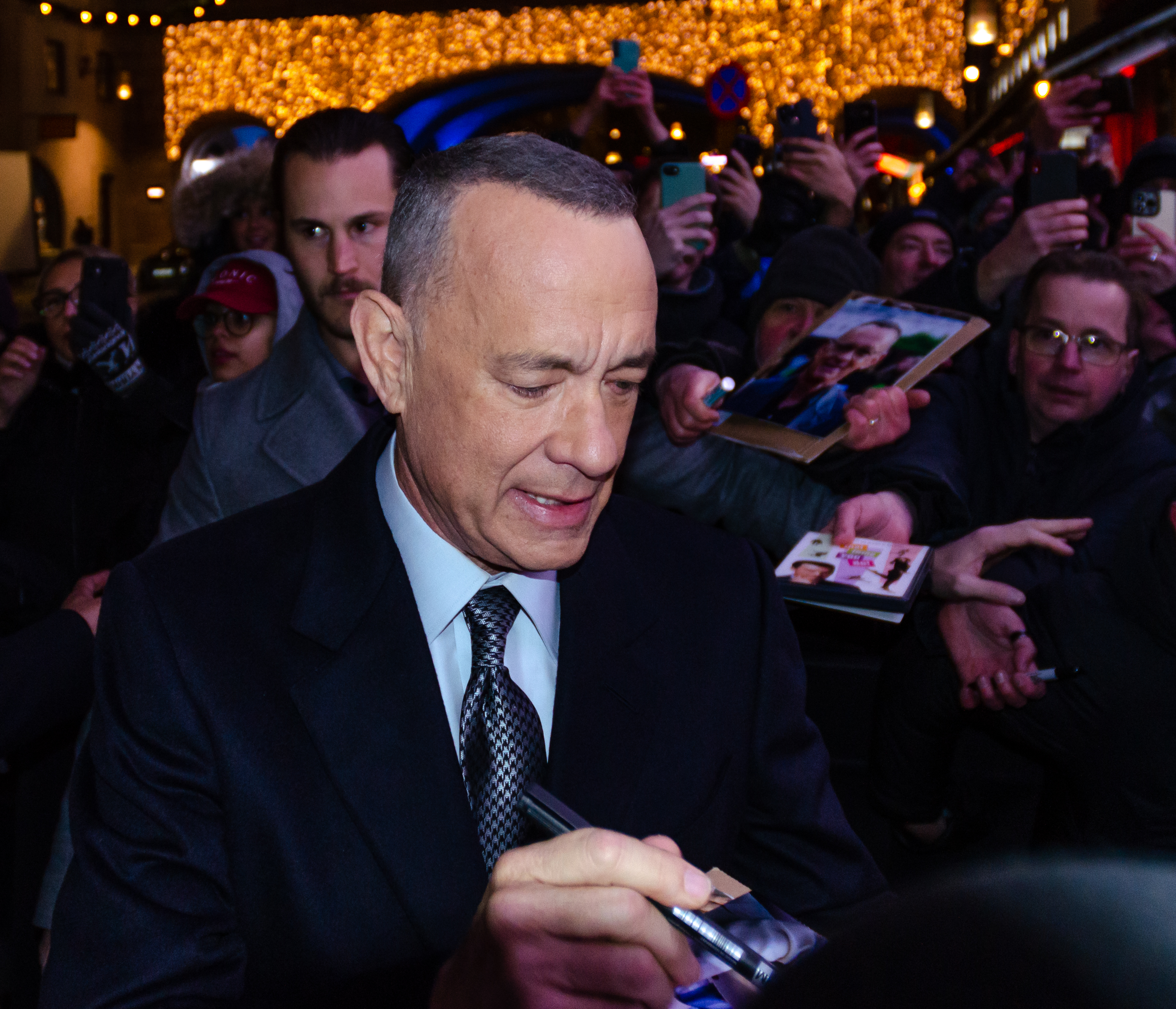
Tom Hanks skriver autografer på Kungsgatan i Stockholm i december 2022 inför galapremiären av filmen "A Man Called Otto".

Hanks återförenades med Robert Zemeckis i en nyinspelning av Disneys Pinocchio (2022) där han spelade dockmakaren Geppetto. Filmen släpptes direkt på streamingtjänsten Disney+ och skulle bli sågad av kritiker. Hanks blev än en gång nominerad till sämsta skådespelare på Golden Raspberry Awards. Efter att Hanks fru påpekat att Tom måste se den svenska filmen En man som heter Ove (2015) blev Hanks mycket intresserad av att spela rollen i en amerikansk version. Hans fru var också involverad som producent i Hanks bolag Playtone. A Man Called Otto fick premiär julen 2022 med galapremiär i Stockholm där Hanks deltog. Filmen fick ett godkänt mottagande och spelade in 113 miljoner dollar mot en budget på 50 miljoner dollar. Hanks medverkade i Wes Andersons Asteroid City (2023) men en stor ensemble innehållandes Jason Schwartzman, Scarlett Johansson, Tilda Swinton, Bryan Cranston, Edward Norton, Adrien Brody, Steve Carell, Willem Dafoe och Margot Robbie. Dock skulle Johansson stjäla den största uppmärksamheten. Han producerade sedan tillsammans med Steven Spielberg krigsserien Masters of the Air (2024), som var en fristående fortsättning på The Pacific (2010). Den fick ett något sämre mottagande, men ändå väldigt höga betyg. Han återförenades än en gång med regissören Robert Zemeckis i Here (2024). I filmen används föryngringsteknik på Hanks för att göra honom yngre. Tekniken fick stor negativ uppmärksamhet i många recensioner som menar att tekniken inte fungerar. Filmen blev sågad av kritiker och en flopp på biografer.

## Anseende
Tom Hanks anses vara en amerikansk kulturikon och har frekvent fått epitetet "Amerikas pappa" eftersom han ses som "den mest normala personen i Hollywood". Det fanns också en tid då han ofta hamnade på bilder klädd som en pappa i exempelvis ljusblå polotröjor och khakibyxor. Han har ofta jämförts med skådespelaren James Stewart. Efter föreställningarna när han gjorde sin Broadwaydebut i Lucky Guy 2013 fanns det ungefär 300 personer varje kväll som väntade enbart för att få se Hanks. Det är den högsta siffran som setts på sammanslutningar efter Broadwayshower någonsin. Hanks är också rankad nr. 5 om den skådespelare som varit mest inkomstbringande på biografer med ett totalt inbringande av 10 miljarder dollar, vilket är ungefär 200 miljoner dollar per film.

## Eftermäle
Asteroiden 12818 Tomhanks är uppkallad efter honom.

## Privatliv

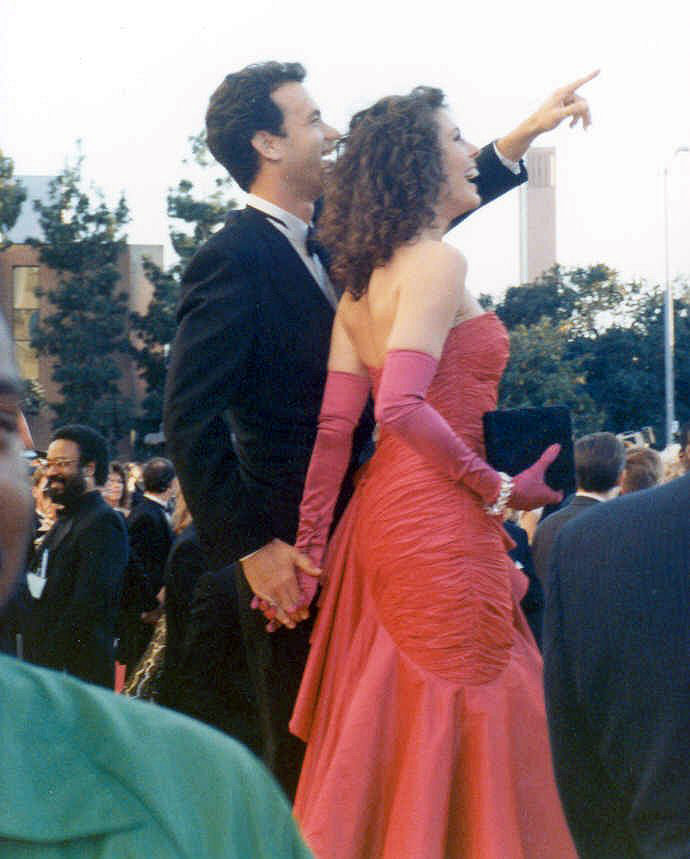
Hanks med sin fru Rita Wilson på Oscarsgalan 1989.

Hanks gifte sig 1978 med skådespelerskan Samantha Lewes (1952-2002). De fick sonen Colin Hanks, som också är skådespelare 1977. De fick också dottern Elizabeth (född 1982) innan de skilde sig 1987. Samantha Lewes dog 2002, 49 år gammal av skelettcancer. På inspelningen av Bosom Buddies 1981, träffade han skådespelerskan Rita Wilson. Paret gifte sig 1988 och Hanks konverterade till hennes tro den Grekisk-ortodoxa kyrkan. De fick sonen Chet Hanks 1990, som också är skådespelare. Han har synts i återkommande roller i TV-serier som Empire och Shameless. 1995 fick de också sonen Truman, som spelade den yngre versionen av Hanks i A Man Called Otto (2022). Familjen delar sitt boende mellan Los Angeles och Ketchum i Idaho.
Hanks har typ 2-diabetes och har fått göra ändringar i sin livsstil på grund av sjukdomen. Han äter hälsosammare, motionerar mer och gör inga drastiska fysiska viktändringar inför roller något mer.
I November 2019, precis innan premiären av A Beautiful Day in the Neighborhood där Hanks porträtterar den amerikanska barnprogramledaren Fred Rogers fick han reda på genom släktforskarsidan Ancestry.com att han och Rogers var släkt. Båda ättlingar av en Johannes Meffert (1732-1795) som emigrerade från Schöneck i Tyskland till Kentucky i USA och ändrade sitt namn till Mefford. Hanks är också släkting till den 16:e presidenten av USA, Abraham Lincoln.
Hanks och hans familj är även grekiska medborgare då Greklands president Prokopis Pavlopoulos i december 2019 utfärdade ett hedersmedborgarskap efter att Hanks enligt presidenten varit betydande för att rikta världens uppmärksamhet mot skogsbränderna som härjade nära Aten under julimånad 2018.

### Politisk åskådning

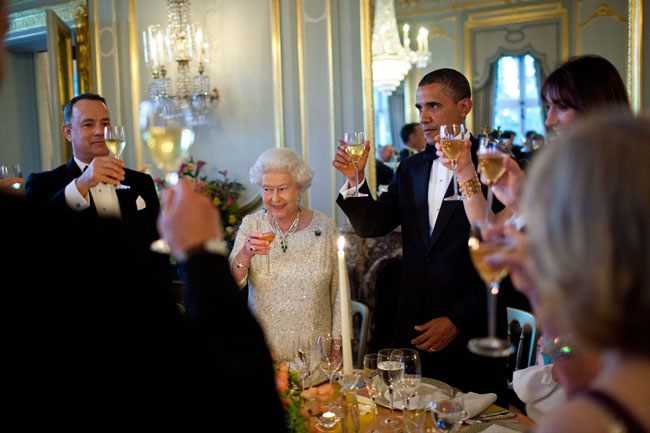
Barack Obama skålar för Drottning Elizabeth II under en middag i Winfield House i London 25 maj 2011. Tom Hanks (vänster) deltog.

Hanks är demokrat och har donerat pengar till flera demokratiska politiker. Under presidentvalet 2008 lade han också upp en video på Myspace där han stöttade Barack Obama. Han lånade också ut sin röst till dokumentären om Barack Obama, The Road We've Traveled (2012). Under presidentvalet 2016 stöttade han Hillary Clinton och 2020 stöttade han Joe Biden.
Hanks var mycket engagerad i mot Proposition 8 som var ett lagförslag emot samkönat äktenskap i Kalifornien 2008. Hanks samlade in 44 miljoner dollar till oppositionen. Hanks kallade alla som stödde förslaget för "oamerikanska" och kritiserade kyrkgruppen Jesu Kristi Kyrka av Sista Dagars Heliga för deras roll i förslaget. Hanks bad senare om ursäkt för sitt uttalande och menade att ingenting är mer amerikanskt än att rösta efter ens samvete.
Hanks är också en förespråkare för miljöfrågor och investerar i elbilar. Han är också engagerad i krigsveteraners vård.
När Hanks 2004 fick en rundvandring på Vita Huset märkte han att journalister inte hade en kaffekokare på plats. Hanks donerade då en espressomaskin till dem. Han gav dem en ny 2010 och 2017. På maskinen från 2017 lämnade han även en lapp där det stod: "Till pressen på Vita Huset, fortsätt kämpa för sanning, rättvisa och det amerikanska sättet. Särskilt för sanningsdelen."

## Filmografi

### Filmer
| År   | Filmtitel                           | Roll                                                                                         | Noter |
| ---- | ----------------------------------- | -------------------------------------------------------------------------------------------- | --- |
| 1980 | Han vet att du är ensam             | Elliot                                                                                       | |
| 1982 | Mazes and Monsters                  | Robbie Wheeling                                                                              | TV-film |
| 1984 | Splash                              | Allen Bauer                                                                                  | |
| 1984 | Svensexan                           | Rick Gassko                                                                                  | |
| 1985 | En kille i rött                     | Richard Harlan Drew                                                                          | |
| 1985 | Nå'ra frivilliga                    | Lawrence Whatley Bourne III                                                                  | |
| 1986 | Hem dyra hem                        | Walter Fielding, Jr.                                                                         | |
| 1986 | Ingenting gemensamt                 | David Basner                                                                                 | |
| 1986 | Kärleks ljuva längtan               | David Bradley                                                                                | |
| 1987 | Dragnet                             | Det. Pep Streebeck                                                                           | |
| 1988 | Big                                 | Josh Baskin (vuxen)                                                                          | American Comedy Award for Funniest Actor in a Motion Picture Golden Globe Award för bästa manliga huvudroll - musikal eller komedi Los Angeles Film Critics Association Award for Best Actor Saturn Award for Best Actor Nominerad – Oscar för bästa manliga huvudroll |
| 1988 | Punchline                           | Steven Gold                                                                                  | |
| 1989 | Turner och Hooch                    | Det. Scott Turner                                                                            | |
| 1989 | En djävul till granne               | Ray Peterson                                                                                 | |
| 1990 | Joe och vulkanen                    | Joe Banks                                                                                    | |
| 1990 | Fåfängans fyrverkeri                | Sherman McCoy                                                                                | |
| 1992 | Tjejligan                           | Jimmy Dugan                                                                                  | American Comedy Award for Best Supporting Actor in a Motion Picture |
| 1992 | Radio Flyer                         | Äldre Mike                                                                                   | Okrediterad |
| 1993 | Sömnlös i Seattle                   | Sam Baldwin                                                                                  | Nominerad – Golden Globe Award för bästa manliga huvudroll - musikal eller komedi Nominerad – MTV Movie Award for Best On-Screen Duo (med Meg Ryan) |
| 1993 | Philadelphia                        | Andrew Beckett                                                                               | Oscar för bästa manliga huvudroll Golden Globe Award för bästa manliga huvudroll - drama Filmfestivalen i Berlin Silverbjörnen för bästa manliga skådespelare MTV Movie Award for Best Performance Nominerad – Chicago Film Critics Association Award for Best Actor Nominerad – MTV Movie Award for Best On-Screen Duo (med Denzel Washington) |
| 1994 | Forrest Gump                        | Forrest Gump                                                                                 | Oscar för bästa manliga huvudroll American Comedy Award for Funniest Actor in a Motion Picture Chicago Film Critics Association Award for Best Actor Golden Globe Award för bästa manliga huvudroll - drama Kansas City Film Critics Circle Award for Best Actor National Board of Review Award for Best Actor People's Choice Award for Favorite Actor In A Dramatic Motion Picture SAG Award for Outstanding Performance by a Male Actor in a Leading Role Southeastern Film Critics Association Award for Best Actor Nominerad – BAFTA Award for Best Actor in a Leading Role Nominerad – Chlotrudis Award for Best Actor Nominerad – Dallas-Fort Worth Film Critics Association Award for Best Actor Nominerad – David di Donatello Award for Best Foreign Actor Nominerad – Saturn Award for Best Actor Nominerad – MTV Movie Award for Best Male Performance |
| 1995 | Apollo 13                           | Jim Lovell                                                                                   | People's Choice Award for Favorite Actor In A Dramatic Motion Picture SAG Award for Outstanding Performance by a Cast in a Motion Picture Nominerad – Kids' Choice Award for Favorite Movie Actor Nominerad – MTV Movie Award for Best Male Performance |
| 1995 | Toy Story                           | Woody (röst)                                                                                 | Nominerad – Annie Award for Best Individual Achievement: Voice Acting Nominerad – MTV Movie Award for Best On-Screen Duo (med Tim Allen) |
| 1996 | That Thing You Do!                  | Mr. White                                                                                    | Även manusförfattare och regissör |
| 1998 | Rädda menige Ryan                   | Kapten John H. Miller                                                                        | Blockbuster Entertainment Award for Favorite Actor – Drama Empire Award for Best Actor Online Film Critics Society Award for Best Cast Nominerad – Oscar för bästa manliga huvudroll Nominerad – BAFTA Award for Best Actor in a Leading Role Nominerad – Chicago Film Critics Association Award for Best Actor Nominerad – Dallas-Fort Worth Film Critics Association Award for Best Actor Nominerad – Golden Globe Award för bästa manliga huvudroll - drama Nominerad – London Critics Circle Film Award for Best Actor Nominerad – MTV Movie Award for Best Action Sequence Nominerad – MTV Movie Award for Best Male Performance Nominerad – Online Film Critics Society Award for Best Actor Nominerad – SAG Award for Outstanding Performance by a Cast in a Motion Picture Nominerad – SAG Award for Outstanding Performance by a Male Actor in a Leading Role Nominerad – Toronto Film Critics Association Award for Best Actor |
| 1998 | Du har mail                         | Joe Fox                                                                                      | Nominerad – American Comedy Award for Funniest Actor in a Motion Picture Nominerad – Blockbuster Entertainment Award for Favorite Actor in a Comedy/Romance |
| 1999 | Toy Story 2                         | Woody (röst)                                                                                 | Nominerad – Kids' Choice Award for Favorite Voice from an Animated Movie Nominerad – MTV Movie Award for Best On-Screen Duo (med Tim Allen) |
| 1999 | Den gröna milen                     | Paul Edgecomb                                                                                | Blockbuster Entertainment Award for Favorite Actor – Drama Nominerad – SAG Award for Outstanding Performance by a Cast in a Motion Picture |
| 2000 | Cast Away                           | Chuck Noland                                                                                 | Chicago Film Critics Association Award for Best Actor Golden Globe Award för bästa manliga huvudroll - drama New York Film Critics Circle Award for Best Actor Online Film Critics Society Award for Best Actor Teen Choice Award for Choice Movie Chemistry (med Wilson the Volleyball) Nominerad – Oscar för bästa manliga huvudroll Nominerad – BAFTA Award for Best Actor in a Leading Role Nominerad – Blockbuster Entertainment Award for Favorite Actor - Drama Nominerad – Boston Society of Film Critics Award for Best Actor Nominerad – Dallas-Fort Worth Film Critics Association Award for Best Actor Nominerad – Las Vegas Film Critics Society Award for Best Actor Nominerad – MTV Movie Award for Best Kiss (med Helen Hunt) Nominerad – National Society of Film Critics Award for Best Actor Nominerad – Phoenix Film Critics Society Award for Best Actor Nominerad – SAG Award for Outstanding Performance by a Male Actor in a Leading Role Nominerad – MTV Movie Award for Best Male Performance Nominerad – MTV Movie Award for Best On-Screen Duo (delead med Wilson the Volleyball) |
| 2002 | Road to Perdition                   | Michael Sullivan, Sr.                                                                        | Nominerad – Satellite Award for Best Actor - Motion Picture Drama Nominerad – Phoenix Film Critics Society Award for Best Actor |
| 2002 | Catch Me If You Can                 | FBI Agent Carl Hanratty                                                                      | |
| 2004 | The Terminal                        | Viktor Navorski                                                                              | |
| 2004 | The Ladykillers                     | Professor G.H. Dorr                                                                          | |
| 2004 | Elvis Has Left the Building         | Mailbox Elvis                                                                                | Cameo |
| 2004 | Polarexpressen                      | Hero Boy/Jultomten/Express Conductor/Hobo/Hero Boy's Father/Berättaren (röst/motion-capture) | |
| 2006 | Da Vinci-koden                      | Professor Robert Langdon                                                                     | |
| 2006 | Bilar                               | Woody Car (röst)                                                                             | Cameo |
| 2007 | The Simpsons: Filmen                | Sig själv (röst)                                                                             | Cameo |
| 2007 | Charlie Wilson's War                | Charles Nesbitt Wilson                                                                       | Nominerad – Golden Globe Award för bästa manliga huvudroll - musikal eller komedi |
| 2009 | The Great Buck Howard               | Mr. Gable                                                                                    | |
| 2009 | Beyond All Boundaries               | Berättare                                                                                    | Kortfilm |
| 2009 | Änglar och demoner                  | Professor Robert Langdon                                                                     | |
| 2010 | Toy Story 3                         | Woody (röst)                                                                                 | IGN Movie Award for Favorite Hero Nominerad – IGN Movie Award for Best Ensemble Cast Nominerad – Kids' Choice Award for Favorite Voice from an Animated Movie Nominerad – Scream Award for Best Fantasy Actor |
| 2011 | Det är aldrig för sent Larry Crowne | Larry Crowne                                                                                 | Även manusförfattare och regissör |
| 2011 | Extremt högt och otroligt nära      | Thomas Schell Jr.                                                                            | |
| 2011 | Hawaiian Vacation                   | Woody (röst)                                                                                 | Kortfilm |
| 2011 | Small Fry                           | Woody (röst)                                                                                 | Kortfilm |
| 2012 | Electric City                       | Cleveland Carr                                                                               | Webbserie |
| 2012 | Cloud Atlas                         | Dr. Henry Goose/Hotel Manager/Isaac Sachs/Dermot Hoggins/Cavendish Look-alike Actor/Zachry   | |
| 2012 | Partysaurus Rex                     | Woody (röst)                                                                                 | Kortfilm |
| 2013 | Captain Phillips                    | Kapten Richard Phillips                                                                      | Nominerad – BAFTA Award for Best Actor in a Leading Role Nominerad – Screen Actors Guild Award for Outstanding Performance by a Male Actor in a Leading Role Nominerad – Golden Globe Award for Best Actor – Motion Picture Drama Nominerad – Satellite Award for Best Actor – Motion Picture Nominerad – Critics' Circle Film Awards for Best Actor Nominerad – Critics' Circle Film Awards for Best Actor Nominerad – Online Film Critics Society Award for Best Actor |
| 2013 | Saving Mr. Banks                    | Walt Disney                                                                                  | Nominerad – Satellite Award for Best Supporting Actor – Motion Picture Nominerad – Critics' Circle Film Awards for Best Supporting Actor |
| 2015 | Spionernas bro                      | James B. Donovan                                                                             | |
| 2015 | Ithaca                              | Mr. Macauley                                                                                 | Cameo |
| 2016 | Inferno                             | Professor Robert Langdon                                                                     | |
| 2016 | Kungens hologram                    | Alan Clay                                                                                    | |
| 2016 | Sully                               | Chesley "Sully" Sullenberger                                                                 | |
| 2017 | The Circle                          | Bailey                                                                                       | |
| 2017 | The Post                            | Ben Bradlee                                                                                  | |
| 2019 | Toy Story 4                         | Woody (röst)                                                                                 | |
| 2019 | A Beautiful Day in the Neighborhood | Fred Rogers                                                                                  | Nominerad - Oscar för bästa manliga biroll |
| 2020 | Greyhound                           | Ernest Krause                                                                                | |
| 2020 | Borat nästa film                    | sig själv                                                                                    | Cameo |
| 2020 | News of the World                   | Captain Jefferson Kyle Kidd                                                                  | |
| 2021 | Finch                               | Finch Weinberg                                                                               | |
| 2022 | Elvis                               | Överste Tom Parker                                                                           | |
| 2022 | Pinocchio                           | Geppetto                                                                                     | |
| 2022 | A Man Called Otto                   | Otto Anderson                                                                                | |
| 2023 | Asteroid City                       | Stanley Zak                                                                                  | |
| 2024 | Freaky Tales                        | Videobutiksägare                                                                             | Cameo |
| 2024 | Here                                | Richard                                                                                      | |

### TV
| Year      | Title                                            | Role                                             | Notes |
| --------- | ------------------------------------------------ | ------------------------------------------------ | --- |
| 1980      | Kärlek ombord                                    | Rick Martin                                      | Avsnitt: "Friends and Lovers/Sergeant Bull/Miss Mother" |
| 1980-1982 | Bosom Buddies                                    | Buffy Wilson/Kip Wilson                          | 37 episoder |
| 1982      | Taxi                                             | Gordon                                           | Avsnitt: "The Road Not Taken: Part 1" |
| 1982      | Gänget och jag                                   | Dr. Dwayne Twitchell                             | Avsnitt: "A Little Case of Revenge" |
| 1983-1984 | Fem i familjen                                   | Ned Donnelly                                     | 3 episoder |
| 1985      | Saturday Night Live                              | Värd                                             | Avsnitt: "Tom Hanks / Sade" |
| 1988      | Saturday Night Live                              | Värd                                             | Avsnitt: "Tom Hanks / Randy Travis" |
| 1988      | Saturday Night Live                              | Värd                                             | Avsnitt: "Tom Hanks / Keith Richards" |
| 1990      | Saturday Night Live                              | Värd                                             | Avsnitt: "Tom Hanks / Aerosmith" |
| 1990      | Saturday Night Live                              | Värd                                             | Avsnitt: "Tom Hanks / Edie Brickell & The New Bohemians" |
| 1992      | Röster från andra sidan graven                   | Baxter                                           | Även regissör; Avsnitt: "None but the Lonely Heart" |
| 1992      | Saturday Night Live                              | Värd                                             | Avsnitt: "Tom Hanks / Bruce Springsteen" |
| 1993      | Fallen Angels                                    | Trouble Boy #1                                   | Även regissör; Avsnitt: "I'll Be Waiting" |
| 1996      | Saturday Night Live                              | Värd                                             | Avsnitt: "Tom Hanks / Tom Petty and the Heartbreakers" |
| 1998      | Från jorden till månen                           | Jean-Luc Despont                                 | Avsnitt: "Le voyage dans la lune" Columbus International Film & Video Festival President's Award Emmy Award for Outstanding Mini-Series (som manusförfattare/producent) Nominerad – Emmy Award for Outstanding Directing for a Miniseries (som regissör) |
| 2001      | Band of Brothers                                 | Brittisk officer                                 | TV-miniserie AFI TV Award for Mini-series of the Year (delad med resten av regissörerna) Christopher Award - Television and Cable (delad med samtliga regissörer, manusförfattare och producenter) Emmy Award for Outstanding Miniseries (delad med övriga producenter) Nominerad – Emmy Award for Outstanding Writing for a Miniseries, Movie or Dramatic Special (delad med samtliga manusförfattare) |
| 2002      | Life with Bonnie                                 | Sig själv                                        | Avsnitt: "What If" |
| 2003      | Freedom: A History of Us                         | Abraham Lincoln / Charles E. Wood / Daniel Boone | 7 episoder |
| 2006      | Saturday Night Live                              | Värd                                             | Avsnitt: "Tom Hanks / Red Hot Chili Peppers" |
| 2010      | The Pacific                                      | Berättaren                                       | 6 episoder AFI TV Award for TV Program of the Year Emmy Award for Outstanding Miniseries PGA Award for Outstanding Producer of Long-Form Television PGA Lifetime Achievement Award in Television Nominerad – People's Choice Award for Favorite Movie Icon |
| 2011      | 30 Rock                                          | Sig själv                                        | Cameo |
| 2012      | Electric City                                    | Cleveland Carr                                   | Webbserie |
| 2013      | Killing Lincoln                                  | Värd/Berättare                                   | TV-Dokumentär |
| 2013      | Toy Story of Terror                              | Woody (röst)                                     | TV-special |
| 2014      | Last Week Tonight with John Oliver               | Sig själv                                        | Avsnitt: "The Lottery" |
| 2014      | The Greatest Event in Television History         | Sig själv                                        | Cameo |
| 2014      | Toy Story That Time Forgot                       | Woody (röst)                                     | TV-special |
| 2016      | Maya & Marty                                     | Gene                                             | Avsnitt: "Jimmy Fallon & Miley Cyrus" |
| 2016      | Saturday Night Live                              | Värd                                             | Avsnitt: "Tom Hanks / Lady Gaga" |
| 2017      | The David S. Pumpkins Animated Halloween Special | David S. Pumpkins                                | TV-special, röstroll |
| 2017      | Last Week Tonight with John Oliver               | Sig själv                                        | Avsnitt: "Presidency of Donald Trump" |
| 2020      | Saturday Night Live                              | Värd                                             | Avsnitt: "Tom Hanks / Chris Martin" |
| 2020      | Familjen Green i storstan                        | Sig själv                                        | Röstroll, Avsnitt: "Cheap Show" |
| 2021      | 1883                                             | George Meade                                     | Avsnitt: "Behind Us, A Cliff" |
| 2024      | The Simpsons                                     | Sig själv                                        | Röstroll, Avsnitt: "Bart's Birthday" |

### Teater
| År   | Titel                  | Roll                 | Teater                                  |
| ---- | ---------------------- | -------------------- | --------------------------------------- |
| 1977 | Så tuktas en argbigga  | Grumio               | Lakewood Civic Auditorium, Ohio         |
| 1977 | Hamlet                 | Soldat, Reynaldo     | Lakewood Civic Auditorium, Ohio         |
| 1978 | Polly                  | Hacker               | Lakewood Civic Auditorium, Ohio         |
| 1978 | Två ungherrar i Verona | Proteus              | Lakewood Civic Auditorium, Ohio         |
| 1978 | Wild Oats              | Muz                  | Lakewood Civic Auditorium, Ohio         |
| 1978 | Kung John              | Robert Faulconbridge | Lakewood Civic Auditorium, Ohio         |
| 1979 | Trettondagsafton       | Fabian               | Lakewood Civic Auditorium, Ohio         |
| 1979 | Juno and the Paycock   | Jerry Devine         | Lakewood Civic Auditorium, Ohio         |
| 1979 | Do Me a Favorite       | Harold               | Lakewood Civic Auditorium, Ohio         |
| 1979 | The Mandrake           | Callimaco            | Riverside Shakespeare Theater, New York |
| 2013 | Lucky Guy              | Mike McAlary         | Broadhurst Theatre, New York            |
| 2018 | Henry IV               | Sir John Falstaff    | Shakespeare Center of Los Angeles       |

### Producent
| År   | Film                                                    | Noter |
| ---- | ------------------------------------------------------- | --- |
| 1998 | Från jorden till månen                                  | Även manusförfattare och regissör; 12 episoder                                                                     |
| 2000 | American Experience                                     | Dokumentär; 1 episod: "Return with Honor"                                                                          |
| 2000 | Cast Away                                               | |
| 2000 | West Point                                              | TV-serie; exekutiv producent                                                                                       |
| 2001 | Band of Brothers                                        | Även manusförfattare och regissör; 2 episoder                                                                      |
| 2001 | We Stand Alone Together                                 | Dokumentär; exekutiv producent                                                                                     |
| 2002 | Mitt stora feta grekiska bröllop                        | |
| 2003 | My Big Fat Greek Life                                   | TV-serie; exekutiv producent                                                                                       |
| 2004 | Connie och Carla                                        | |
| 2004 | Polarexpressen                                          | Exekutiv producent                                                                                                 |
| 2005 | We're with the Band                                     | TV-film |
| 2005 | Magnificent Desolation: Walking on the Moon 3D          | Kortfilm; även manusförfattare                                                                                     |
| 2006 | Neil Young: Heart of Gold                               | Dokumentär |
| 2006 | Myrmobbaren                                             | |
| 2006 | Starter for 10                                          | |
| 2006 | Big Love                                                | TV-serie; exekutiv producent; 50 episoder                                                                          |
| 2007 | Evan Almighty                                           | Exekutiv producent                                                                                                 |
| 2007 | Charlie Wilson's War                                    | |
| 2008 | The Great Buck Howard                                   | |
| 2008 | John Adams                                              | Exekutiv producent; 7 episoder Emmy Award for Outstanding Miniseries Film Society of Lincoln Center Gala Tribute   |
| 2008 | David McCullough: Painting with Words                   | Dokumentär |
| 2008 | Mamma Mia!                                              | Exekutiv producent                                                                                                 |
| 2008 | City of Ember                                           | |
| 2009 | My Life in Ruins                                        | Exekutiv producent                                                                                                 |
| 2009 | Till vildingarnas land                                  | |
| 2009 | Beyond All Boundaries                                   | Kortfilm; exekutiv producent                                                                                       |
| 2009 | The 25th Anniversary Rock and Roll Hall of Fame Concert | Exekutiv producent                                                                                                 |
| 2010 | The Pacific                                             | TV-miniserie, exekutiv producent; 10 episoder                                                                      |
| 2011 | The 3 Minute Talk Show                                  | TV-serie, exekutiv producent; 12 episoder                                                                          |
| 2011 | Det är aldrig för sent Larry Crowne                     | Även manusförfattare och regissör                                                                                  |
| 2011 | He Has Seen War                                         | Dokumentär; exekutiv producent                                                                                     |
| 2012 | The 2012 Rock and Roll Hall of Fame Induction Ceremony  | TV-film; exekutiv producent                                                                                        |
| 2012 | Game Change                                             | TV-film Primetime Emmy Award for Outstanding Miniseries PGA Award for Outstanding Producer of Long-Form Television |
| 2012 | K Blows Top                                             | TV-film; exekutiv producent                                                                                        |
| 2012 | Electric City                                           | Webbserie; skapare och exekutiv producent                                                                          |
| 2013 | Parkland                                                | Producent |
| 2013 | The Assassination of President Kennedy                  | Dokumentär; exekutiv producent                                                                                     |
| 2014 | The Sixties                                             | Dokumentärserie; exekutiv producent; 10 avsnitt                                                                    |
| 2014 | Olive Kitteridge                                        | TV-miniserie; exekutiv producent; 4 avsnitt                                                                        |
| 2014 | The Concert for Valor                                   | TV-special; exekutiv producent                                                                                     |
| 2015 | 70-talets USA                                           | Dokumentärserie; exekutiv producent; 8 avsnitt                                                                     |
| 2015 | Ithaca                                                  | Exekutiv producent                                                                                                 |
| 2016 | Mitt stora feta grekiska bröllop 2                      | Producent |
| 2016 | The Eighties                                            | Dokumentärserie; exekutiv producent; 7 avsnitt                                                                     |
| 2017 | The Circle                                              | Producent |
| 2017 | Felt                                                    | Producent |
| 2017 | The Nineties                                            | Producent |
| 2018 | Mamma Mia! Here We Go Again                             | Exekutiv producent                                                                                                 |
| 2020 | Greyhound                                               | Producent och manusförfattare                                                                                      |
| 2020 | News of the World                                       | Producent |
| 2022 | A Man Called Otto                                       | Producent |
| 2024 | Masters of the Air                                      | Producent |

### TV-spel
| År   | Titel                                     | Roll  |
| ---- | ----------------------------------------- | ----- |
| 1999 | Toy Story 2: Buzz Lightyear to the Rescue | Woody |